# Ravazzata
La ravazzata è una specialità della cucina palermitana. Si tratta di un pezzo di tavola calda cotto al forno: un involucro di pasta simile a quella della brioche, ripieno di ragù di carne e piselli.

## Preparazione
Si prepara un ragù di carne con piselli e lo si lascia raffreddare. Si prepara la pasta brioche impastando la farina con acqua, lievito, strutto e un po' di zucchero e si lascia lievitare. Si divide quindi l'impasto in palline, che vengono stese formando dei dischi. Si adagia il ragù al centro di ogni disco, che si chiude bene dandogli una forma sferica. Si spennellano le ravazzate con un uovo sbattuto, si spolverano con semi di sesamo e si cuociono al forno.